# Gods Lake Narrows
Gods Lake Narrows, également épelé God's Lake Narrows, est une communauté du Nord-Est du Manitoba au Canada. Elle est située sur les rives du lac Gods qui est le septième plus grand lac de la province. Lors du recensement de 2006, la localité désignée de God's Lake Narrows avait une population de 88 habitants. La communauté est située à 550 km au nord-est de Winnipeg et est seulement accessible par avion ou par bateau.

## Démographie
| 2011 | 2016 |
| ---- | ---- |
| 85   | 89   |

## Annexe